# De toverspiegel (De Rode Ridder)
De toverspiegel is het 58ste stripverhaal uit de reeks van De Rode Ridder. Het is geschreven en getekend door Karel Biddeloo. De eerste albumuitgave was in 1973.

## Het verhaal
Johan komt aan bij een verlaten ruïne en luistert daar een groep rovers af. Hun hoofdman Boggolt vertelt dat er vroeger een sterrenwichelaar woonde die op geheimzinnige wijze elk beleg wist te doorstaan met behulp van de Spiegel der geheimen. Johan wordt ontdekt en vlucht weg, de achtervolgers worden echter tegengehouden door een geheimzinnige oude man. Die slaagt erin de rovers weg te jagen, en lijkt onkwetsbaar te zijn. Als Johan dichterbij komt blijkt de man zwaargewond. Hij sterft in Johans armen en maant hem aan de spiegel te zoeken. Johan begint te zoeken en diep onder de burcht vindt Johan ten slotte de spiegel, die een doorgang naar een andere wereld blijkt te zijn.
In die wereld worden een groep kabouters onderdrukt door een draak, Johan weet hem te verslaan en kan zo de kabouters en hun meesteres, de fee Galaxa bevrijden. Samen wonen ze in een paradijselijke omgeving. Johan wordt er feestelijk ontvangen en de rust keert terug in het spiegelrijk. De rovers vinden de spiegel echter ook en proberen het land binnen te dringen. Johan gaat het gevecht aan, maar wordt ontwapend door Boggolt. Galaxa grijpt in en Johan kan Boggolt doden. Doordat Galaxa echter buiten de spiegel kwam moet ze verdwijnen, Boggolt blijkt uiteindelijk niemand minder te zijn dan Bahaal.

## Achtergronden bij het verhaal
- In dit album wordt de fee Galaxa geïntroduceerd. In nog vele andere verhalen zal zij een belangrijke rol spelen.
- In het album De blauwe heks blijkt dat Johans organen spiegelbeeldig geplaatst zijn door in de spiegelwereld te vertoeven. Hierdoor miste een schijnbaar dodelijke pijl toch zijn hart.
- In 2019 verscheen er een remake van het verhaal getekend door Patrick Cornelis en ingekleurd door Shirow Di Rosso.[1][2]